# Herbert A. Hauptman
Herbert A. Hauptman (Nova York, EUA 14 de febrer del 1917 - Buffalo, Estat de Nova York, EUA, 23 d'octubre del 2011) era un matemàtic nord-americà guardonat amb el Premi Nobel de Química l'any 1985.

## Biografia
Va néixer el 14 de febrer de 1917 a la ciutat de Nova York. Va iniciar els seus estudis de matemàtiques a la Universitat de Nova York, on es graduà el 1937, posteriorment a la Universitat de Colúmbia, on aconseguí un màster l'any 1939, i finalment a la Universitat de Maryland, on es doctorà el 1954.
El 23 d'octubre de l'any 2011, a Buffalo.

## Recerca científica
Durant la seva estada al Laboratori d'Investigació Naval de Washington DC va col·laborar amb Jerome Karle. Ambdós van abordar el problema del desenvolupament de mètodes directes per a la determinació d'estructures cristal·lines, obtenint els espectres corresponents de difracció electrònica mitjançant instruments pràctics de la seva pròpia invenció i utilitzant per a la seva interpretació mètodes probabilístics, també anomenats mètodes directes.
L'any 1970 s'uní al grup d'investigació de la Fundació Mèdica de la Universitat Estatal de Nova York, situada a la ciutat de Buffalo, en la qual treballà com a biofísic i de la qual fou escollit director el 1972. Durant aquests anys planteja diferents teories sobre biologia molecular i la dinàmica química, que seran desenvolupades més a fons durant les pròximes dècades.
L'any 1985 fou guardonat, juntament amb el seu col·labodor Jerome Karle, amb el Premi Nobel de Química per la seva contribució en el desenvolupament de mètodes directes per determinar estructures cristal·lines.